# Sara Shepard
Pour les articles homonymes, voir Shepard.
Œuvres principales
- Série Les Menteuses
- Série The Lying Game

Sara Shepard, née le 8 avril 1977 à Philadelphie en Pennsylvanie, est une romancière et réalisatrice américaine.
Diplômée de littérature au Brooklyn College de l'université de la ville de New York, elle s’est inspirée de sa jeunesse dans le comté de Chester en Pennsylvanie pour écrire sa série de romans Les Menteuses. Celle-ci est adaptée en série télévisée par I. Marlene King sous le titre Pretty Little Liars (titre original des romans). La série est diffusée sur ABC Family (rebaptisée Freeform en 2016) entre le 8 juin 2010 et le 27 juin 2017. Sara Shepard y fait deux apparitions : dans l'épisode 7 de la première saison et l'épisode 24 de la cinquième saison.
La série The Lying Game, développée par Charles Pratt Jr., est également inspirée d'une de ses séries de romans. Elle est diffusée sur ABC Family entre le 15 août 2011 et le 12 mars 2013.
Fin 2016, il est annoncé qu'I. Marlene King allait produire la série Pretty Little Liars: The Perfectionists, adaptée de sa série de romans Les Perfectionnistes. Cette série dérivée de Pretty Little Liars est diffusée entre le 20 mars 2019 et le 22 mai 2019 sur Freeform.
Sara Shepard vit actuellement à Tucson, en Arizona, avec son mari.

## Œuvres

### SérieLes Menteuses
- (en) Ali's Pretty Little Lies, 2013Préquelle à la série

1. Confidences, Fleuve noir, 2008 ((en) Pretty Little Liars, 2006)
2. Secrets, Fleuve noir, 2008 ((en) Flawless, 2007)
3. Rumeurs, Fleuve noir, 2008 ((en) Perfect, 2007)
4. Révélations, Fleuve noir, 2008 ((en) Unbelievable, 2008)

- (en) Pretty Little Secrets, 2012

1. Vengeances, Fleuve noir, 2009 ((en) Wicked, 2008)
2. Dangers, Fleuve noir, 2009 ((en) Killer, 2009)
3. Représailles, Fleuve noir, 2010 ((en) Heartless, 2010)
4. Aveux, Fleuve noir, 2010 ((en) Wanted, 2010)
5. Récidives, Fleuve noir, 2013 ((en) Twisted, 2011)
6. Chantages, Fleuve noir, 2013 ((en) Ruthless, 2011)
7. Menaces, Fleuve, 2014 ((en) Stunning, 2012)
8. Turbulences, Fleuve, 2014 ((en) Burned, 2012)
9. Manigances, Fleuve, 2015 ((en) Crushed, 2013)
10. Mortelles, Fleuve, 2015 ((en) Deadly, 2013)
11. Toxiques, Fleuve, 2016 ((en) Toxic, 2014)
12. Vicieuses, Fleuve, 2016 ((en) Vicious, 2014)

- Pretty Little Liars - Intégrale 1 des Menteuses, Fleuve noir, coll. Territoires, 2013Contient les tomes 1 à 4
- Pretty Little Liars - Intégrale 2 des Menteuses, Fleuve, coll. Territoires, 2014Contient les tomes 5 à 8
- Pretty Little Liars - Intégrale 3 des Menteuses, Pocket Jeunesse, 2015Contient les tomes 9 à 12

### SérieThe Lying Game
1. Tu es moi, Fleuve noir, coll. Territoires, 2012 ((en) The Lying Game, 2010)
2. Ne jamais dire jamais, Fleuve noir, coll. Territoires, 2012 ((en) Never Have I Ever, 2011)
3. Action ou Vérité, Fleuve noir, coll. Territoires, 2013 ((en) Two Truths and A Lie, 2012)
4. Cache-cache, Fleuve noir, coll. Territoires, 2013 ((en) Hide and Seek, 2012)
5. Croix de bois, croix de fer, Fleuve noir, coll. Territoires, 2014 ((en) Cross My Heart, Hope To Die, 2013)
6. Pas vu, pas pris, Fleuve noir, coll. Territoires, 2014 ((en) Seven Minutes in Heaven, 2013)

### SérieThe Heiresses
1. (en) The Heiresses, 2014

### SérieLes Perfectionnistes
1. Les Perfectionnistes, Pocket Jeunesse, 2015 ((en) The Perfectionists, 2014)
2. Parfaitement mortelles, Pocket Jeunesse, 2016 ((en) The Good Girls, 2015)

### SérieLes Amateurs
1. Les Amateurs, Pocket Jeunesse, 2017 ((en) The Amateurs, 2016)
2. Compte à rebours, Pocket Jeunesse, 2017 ((en) Follow Me, 2017)
3. (en) Last Seen, 2018

### Romans indépendants
- (en) The Visibles, 2009
- (en) Everything We Ever Wanted, 2011
- (en) Wait for Me, 2022